# Japchae
Il japchae è una pietanza popolare nella cucina coreana e consiste in un piatto di vermicelli cinesi e verdure saltati in padella. Il japchae è tipicamente preparato con i dangmyeon, un tipo di vermicelli cinesi a base di fecola di patate dolci; i vermicelli vengono mescolati con verdure assortite, carne, funghi e condite con salsa di soia e olio di sesamo. Il japchae è attualmente uno dei piatti tradizionali più popolari per le celebrazioni, spesso servito in occasioni speciali, come matrimoni, compleanni (specialmente dol, il primo compleanno e hwangap, il sessantesimo) e le vacanze. È diffuso anche durante i banchetti e le feste grazie alla facilità di preparazione e alla flessibilità del servizio: il japchae può essere servito caldo, a temperatura ambiente o freddo dal frigorifero e può essere consumato appena fatto o il giorno dopo.
Il japchae è comunemente servito come banchan (contorno), sebbene possa anche essere mangiato come piatto principale. A volte è servito su un letto di riso ed è noto come japchae-bap.

## Etimologia e storia
La parola sino-coreana japchae consiste di due sillabe, jap che significa "misto" e chae  che significa "verdura".
Secondo gli Annali della dinastia Joseon, il nome originariamente si riferiva a un piatto di verdure e funghi saltati in padella, preparato per la prima volta all'inizio del XVII secolo da Yi Chung (1568-1619) per il banchetto del palazzo del re Gwanghaegun. Al re piacque così tanto il piatto che ricompensò Yi promuovendolo a una posizione di alto rango, equivalente alla posizione di segretario del Tesoro, e il japchae divenne una presenza fissa della cucina della corte reale coreana. Cucinato senza vermicelli o carne, all'epoca il japchae era considerato un piatto lussuoso ed elegante servito alla famiglia reale e ai funzionari di alto livello. Cetrioli, ravanelli e funghi shiitake erano tra le verdure utilizzate in questo periodo.
Il japchae, come altri piatti reali, fu infine adottato nella cucina della gente comune. La sua popolarità è aumentata nel XX secolo, quando i vermicelli fatti con amido di patate dolci furono introdotti in Corea dalla Cina. Da allora i vermicelli sono diventati un ingrediente fondamentale e fondamentale del japchae. Manzo e altre carni sono state aggiunte al piatto, mentre la sperimentazione e gli adattamenti hanno portato a molte varianti senza spaghetti a base di frutti di mare, erbe, peperoni, germogli di soia e altri ingredienti.

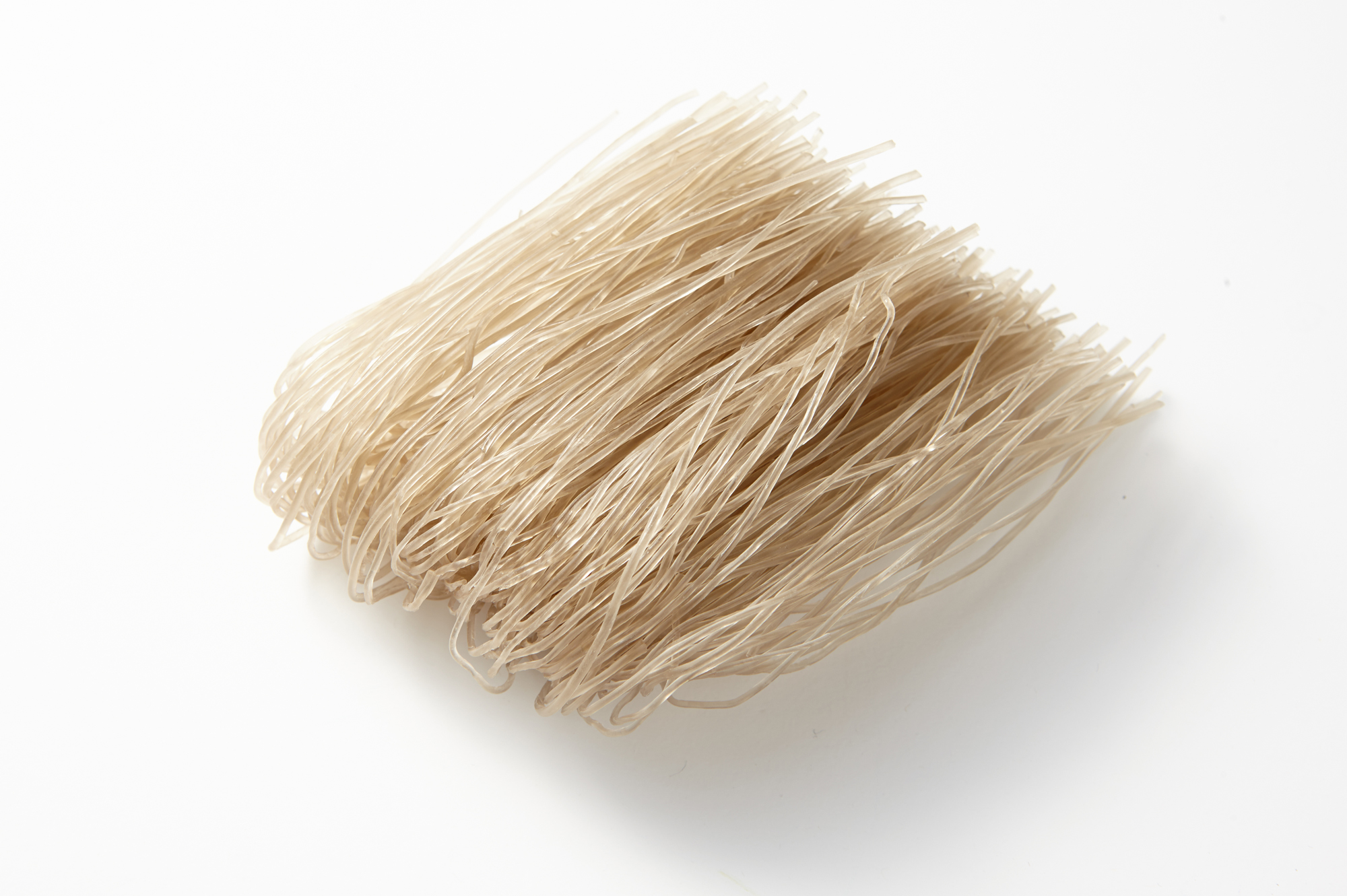
Dangmyeon

## Ingredienti e preparazione
I Dangmyeon sono vermicelli di colore grigio chiaro, semitrasparenti, gommosi ed elastici a base di fecola di patate dolci. Sono anche conosciuti come "glass noodles", "cellophane noodles" o "vermicelli di patate dolci". La selezione di verdure nel japchae può variare, con ingredienti tipici tra cui carote, spinaci, cipolle, uova e scalogno. I funghi comunemente usati sono Auricularia, shiitake e funghi Pleurotus. Sia il manzo che il maiale sono comunemente usati per il japchae. Ogni ingrediente viene saltato in padella separatamente prima di essere mescolato con i noodles bolliti e scolati e successivamente condito con salsa di soia, zucchero e olio di sesamo. Il piatto è solitamente guarnito con semi di sesamo tostati e fili di peperoncino e infine servito caldo o freddo.